# سماك داون ضد راو 2010
سماك داون ضد راو 2010 (بالإنجليزية:WWE Smackdown Vs Raw 2010) لعبة المـصارعة الـحرة التي يجري تطويرها حاليا من قبل شركة Yuke's، والتي نشرت من قبل شركة تي إتش كيو THQ للبلاي ستيشن 2، بلاي ستيشن 3، بلاي ستيشن المحمولة، نينتندو وي وإكس بوكس 360.وقد اصدرت اللعبة في 20 أكتوبر في أمريكا، 23 أكتوبر في أوروبا، 22 أكتوبر في أستراليا.
اللعبة هي الحادية عشر من سلسلة WWE Smackdown، وهي تتمه لسابقتها smackdown vs raw 2009 والتي تجمع كلا من عروض الراو والسماك داون والإي سي دبليو.

## الروستر
- روستر الراو
  - ايفان بورن
  - بيث فينكس
  - بيغ شو
  - كارليتو
  - تشافو غريرو
  - كودي رودز
  - فيستس
  - غيل كيم
  - جاك سواجر
  - جون سينا
  - كيلي كيلي
  - كوفي كنغستون
  - مارك هينري
  - ماريس
  - ميكي جيمس
  - ام في بي
  - بريمو
  - راندي اورتن
  - سانتينو ماريلا
  - شون مايكلز
  - تيد ديبياسي الابن
  - ذا ميز
  - تربل اتش
- رويستر السماك داون
  - باتيستا
  - كريس جركو
  - سي ام بنك
  - دولف زيغلر
  - ايدج
  - ايف
  - فينلي
  - سين كارا
  - جون موريسون
  - جي تي جي
  - كين
  - ماريا
  - مات هاردي
  - ميلينا
  - ميشيل مكول
  - مايك نوكس
  - ناتاليا
  - آر تروث
  - ري ميستيريو
  - شاد
  - ذا غريت كالي
  - الأندرتيكر
- روستر الاي سي دبليو
  - بري بيلا
  - كريستيان
  - ازيكيل جاكسون
  - غولدست
  - نكي بيلا
  - شيلتون بنجامين
  - تومي دريمر
  - فلادمير كوزلوف
  - ويليام ريغال
- الاساطير
  - بوب اورتون
  - دستي رودز
  - ستون كولد ستيف أوستن(غير متواجد على الـPS2)
  - تيد دبياسي
  - ذا روك
  - فينس ماكمان
- آخرون
  - برايان كيندريك
  - جي بي ال
  - جيف هاردي
  - مستر كندي
  - اوماجا

قالب:عبد الرحمن العكش

## طور طريق إلى راسمينيا

### Brand Warfare
- لفتح دخلة الـDX والـHardy ودخلة Morrison and the Miz

في الأسبوع الثاني، يجب عليك الفوز في معركة Battle Royal أما Triple H أو John Cena
- لفتح لبس John Cena

الأسبوع الرابع، يجب كسر الطاولة على Kane أقل من 2:30 بـ John Cena
- لفتح لبس DX : Triple H

الأسبوع السادس، يجب عليك الفوز في المباراة لديك أقل من 3 دقائق بـ Triple H
- لفتح لبس Morrison and the Miz وفتح كواليس الـDirt Sheet

الأسبوع الحادي عشر، يجب عليك الفوز في مباراة Handicap إما Triple H أو John Cena
لفتح حزام بطالبلال الأبطال
فوز في ريستليمانيا

### CAW
- لفتح Ezekiel Jackson

الأسبوع الثالث، أرمي الخصم خارج الحلبة.. ليقضي دقيقة واحد على الأقل
- بديل ملابس MR.McMahon

الاسبوع الخامس، كن خارج الحلبة لمدة لاتقل عن دقيقة
- الكواليس بلاهياط مكتب MR.McMahon

الأسبوع السادس، يجب عليك الفوز في المباراة عن طريق استخدام كل الاشياء الموجودة في مكتب مكمان
- قصة Santino Marella صمم قصة

الأسبوع الحادي عشر، اجعل درجة الحرارة تصل إلى 500 درجة ما لا يقل عن أربع مرات ضد kane
- بديل ملابس Santino Marella

الأسبوع الثاني عشر، أجعل الهجمات من أعلى السلم ناجحه
- بديل ملابس MR.McMahon (رأس الدجاجة)

فوز في ريستليمانيا

### ايدج
- لفتح Jesse

الأسبوع الثاني، اضرب كل الخصوم الثلاثة بحركتك القاضية finisher
- بديل لباس Mr. Kennedy

خرج Mr. Kennedy. من مباراة Royal Rumble بنفسك
- بديل ملابس Edge

أسبوع السادس، فوز في أقل من 3 دقائق
- كواليس غرفة خلع الملابس

في No Way Out (ستكون الحكم) : أسحب Mr. Kennedy وضعه فوق ال Big Show ثم عد للثلاثة.
- فتح السيد مكمان

الأسبوع الحادي عشر، ضع Triple H فوق إحدى طاولات المذيعين وحطمها عليه.
- لفتح The Rock

أكمل طريق Edge لريستلمانيا

### مكي جيمس
- لفتح Eve

الأسبوع الثاني، ثبت أو أجعل Maryse تستسلم
- لفتح طاولات المعلقين

الأسبوع السادس، أهزم Michelle McCool في أقل من 3 دقائق
- بديل ملابس Natalya

الأسبوع التاسع، اختر Kendrick على Natalya
الأسبوع العاشر، الفوز في المباراة وأعمل Signature Move أو Finisher
- لفتح Trish Stratus

أكمل طريق Mickies لريستلمانيا

### راندي اورتن
- لفتح الأخضر والأحمر

الأسبوع الثالث، أرفض مساعدة Codys ومن ثم عكس ثلاثة هجمات من Batista
- لبس Randy Orton

في No Way Out، أعمل حركة RKO على Dusty Rhodes
- لفتح Cowboy Bob Orton

الأسبوع التاسع، لا تستخدم أي ضربات في مباراة الخاص بك
خاصية Road to Wrestlemania Event Skip
الأسبوع الثاني عشر، أقل من 2 دقيقة على الحلبة اخترق القانون
- لفتح Dusty Rhodes

فوز على Cody Rhodes في ريستليمانيا وDusty KO بعد المباراة
- لفتح Ted DiBiase Sr

فوز على Ted DiBiase في ريستليمانيا وTed DiBiase Sr. KO بعد المباراة
=== لريستلمانيا